# ヒカルが地球にいたころ……
『ヒカルが地球にいたころ……』（ヒカルがちきゅうにいたころ）は、野村美月による日本のライトノベルシリーズである。イラストは竹岡美穂が担当。ファミ通文庫（エンターブレイン）より2011年5月から2014年4月まで刊行された。第1回ラノベ好き書店員大賞にて8位を獲得している。
前作『“文学少女”シリーズ』同様実在する小説が題材となっている。題材は『源氏物語』であり、登場人物の名前に源氏物語の登場人物などの名前が使われている。また、裏設定として源氏物語以外にもう1つ題材があるとされている。
メディアミックスとして、原作第1巻『"葵" ヒカルが地球にいたころ……』のコミカライズ版が、ウェブコミック配信サイト『ガンガンONLINE』（スクウェア・エニックス）にて2011年10月20日から2012年12月20日までインターネット配信で連載された。また特装版の付録としてドラマCD化もされた。

## あらすじ
友達を欲しながらも高校デビューに失敗し、周囲から不良と誤解され避けられていた赤城是光は、ある日学園の女生徒たちの憧れの的である帝門ヒカルに声をかけられ顔見知りになる。大勢の女性と交際し、一見すると充実した学園生活を送っているかのようなヒカルもまた、実は同性の友達を欲していた。しかしヒカルは、是光と本格的な親交を築く前に突然の死を遂げてしまう。
ところがヒカルの葬式に顔を出した是光の元に、死んだはずのヒカルが幽霊となって現れ取り憑いてしまい、彼から現世に残した女性関係絡みの未練を解決して欲しいと懇願される。幽霊となったヒカルの姿や声を認識できるのは是光だけで、ヒカル本人にも他に成仏する方法が思い当たらない為、是光は強面で誤解されやすく人付き合いが苦手というハンデを抱えつつも、ヒカルと親交のあった女性たちと関わっていくことになる。

## 登場人物
※キャストはドラマCD版のもの。

### 主要人物
赤城 是光（あかぎ これみつ）
声 - 杉山紀彰
主人公。平安学園に通う1年生。真面目で優しい性格をしているが、顔立ちが凶悪なせいで周囲から避けられ続けており、長い間友人を作れずにいた。少々短気で直情的ながらも人情に厚く、一度決めたらとことんまで突っ走る、一方で大概の悩み事が（本来は）苦手な女性関係（主にヒカルの）のため、周囲の助言に耳を傾けることも多々ある。経験不足もあって女心には疎いが、真摯に人と向き合うところからヒカルに重ねられることがある。目つきの悪さからタチの悪い連中に喧嘩を売られ続け、そうした喧嘩に対処していく内に、誤解されやすい性格や顔などから本人の意に反して周囲から凶悪な不良として認識されている。
生前に一度会話したヒカルの葬儀に出席した際にヒカルの幽霊に取り憑かれてしまう。そのことからヒカルを成仏させるため、葵を始めとしたヒカルと繋がりのあった女性との約束を果たそうと奔走することになる。ヒカルのことは最初は軽薄な女たらしだと思っていたが、ヒカルの本当の姿に触れたことで自ら友達を名乗るようになる。
幼い頃に母親が自身の担任教師と駆け落ちし、父親を亡くした後、父方の祖父と出戻りした叔母と共に暮らしている。祖父から書道を学んでおり、字が上手い。蒸発した母親の泣く姿をよく目にしていたせいで、女性に泣かれるのが苦手。さらにその涙が息子を愛せない苦しみ故だと知って以来、深いトラウマとなっていた（寂しげな母親に笑うことができず、笑うことができない息子を母親は愛せず、といった悪循環になっていた）。そのため母親と再会した際には他人のふりをされたこともあり、錯乱して逃げ出してしまったが、後日再び会った時には、ひいなの「愛されるより愛したい」という言葉から、泣きながらも必死の笑顔を見せて母親と決別した。
自他共に認める女嫌いだが、ヒカルの「約束」を果たしていくことでできた繋がりを大事にも思っている。なお初恋は夕雨だが、想いを通わせ合いはしたものの、本人は失恋したと思っている。帆夏とは是光自身は友達だと思っているが、時折意識する描写が見られている。ただし葵のことはヒカルの婚約者であったこともあり、常に周りの事も含めて気にかけている。
『このライトノベルがすごい！』男性キャラクター部門では2014年版で10位を獲得している。
帝門 ヒカル（みかど ヒカル）
声 - 梶裕貴 / 種田梨沙（幼いヒカル）
是光に取り憑く幽霊。平安学園に通う1年生で、名門である帝門家の妾腹の息子。女性に絶大な人気を誇る学園の王子様的存在だったが、謎の死を遂げる。求められると拒まずに受け入れる等自身の欲求には素直な性格であり、不道徳ともいえる素行ではあるが人と真摯に向き合う人物。幽霊となってからは、その姿や声を認識出来るのは是光のみである。女性への人気ぶりと本人の性格などから親しい男性はおらず、是光と同様に同性の友達がいない。女性と花が大好きであり、花や女心には非常に詳しい。生前は複数の女性と同時に身体の関係を持つような付き合いをしてきた。
式部 帆夏（しきぶ ほのか）
声 - 戸松遥
是光のクラスメイト。是光を恐れない珍しい存在。頼りがいのあるしっかり者として女子から慕われている。
周囲に内緒で「ぱ〜ぷる姫」というハンドルネームでケータイ小説を執筆していたが、ふとしたことから是光にばれてしまう。それがきっかけで是光と親しくなり、相談に乗ったり手助けをしたりする。是光と葵をはじめとしたヒカルの花との関係性を少々誤解しているところがある。徐々に是光に好意を寄せるようになり、告白をしたが返事は貰っていない(というよりも自ら告白を曖昧にしている部分もある)。告白後も是光の前ではなかなか素直になれず、日々悩んでいる。

### 是光とヒカルに関わる人々
左乙女 葵（さおとめ あおい）
声 - 佐藤聡美
1巻のメインヒロイン。ヒカルの婚約者で幼馴染。名門の令嬢。平安学園2年生で美術部所属。色白で真直ぐで美しい黒髪を持つ、小柄で華奢な美少女。ヒカルのことが好きだったが素直になれず、ヒカルの女癖の悪さを責めていた。後に是光によりヒカルの「約束」を果たされ、ヒカルへの想いを吐露して別れを告げた。
潔癖で人見知りするところがあり、当初は突然現れたヒカルの友人を名乗る是光のことを胡散臭く思っていたが、その粗暴ながら真摯な態度に少しずつ心を開くようになる。また、自分の行動を見守られ支えられていることと、窮地に助けられたことで徐々に是光へ想いを寄せ始めている。
齋賀 朝衣（さいが あさい）
声 - 早見沙織
6巻のメインヒロイン。平安学園2年生で生徒会長。通称「朝の宮」。ヒカルの従姉で葵とも幼馴染。葵の保護者的存在。冷静沈着、才色兼備で大人達からの信頼が厚い。学園では教師以上の権力を持つ。葵に近づきヒカルの友達と称する是光を目触りな存在だと思っている。
奏井 夕雨（かない ゆう）
2巻のメインヒロイン。儚げな雰囲気を持つ内気な美少女。平安学園の生徒で是光より1つ年上だが、イジメによる引きこもりで留年する。両親は離婚しており、古いアパートで1匹の猫と共に住んでいた。是光やヒカルと関わったことで外に出る勇気を持ち、猫のこるりを是光に託して海外居住している母親の元へ発つ。是光の初恋の相手であり、本人も是光に恋をするが、その想いを伝えることはなかった。
若木 紫織子（わかぎ しおりこ）
3巻のメインヒロイン。9歳の小学四年生で美少女。ヒカルの心残りの一人。タレントだった母親が妻子ある男性との間に産んだ娘で、母親亡き後は善良な祖父と共に暮らしていた。祖父を慕ってはいるが、家が貧乏という事情もあって非常に即物的で小学生とは思えないような悪知恵と行動力の持ち主。
是光と知り合った後に祖父が病で急死した為、赤城家に引き取られる。引き取られた後は是光を兄と慕い、将来はお嫁にしてもらおうと企んでいる。
右楯 月夜子（うだて つやこ）
4巻のメインヒロイン。左乙女家と並ぶ名門の令嬢で、紅の髪と女性らしい身体つきをした美少女。平安学園2年生で日舞界で注目されている。朗らかでさっぱりした性格をしており、ヒカルの愛人を自称する。
かつては自分の外見にコンプレックスを持ち、性格も内気だったが、ヒカルと出会い恋をしたことで気高く華やかな美少女へと変貌した。ヒカル曰く嫉妬とは無縁な性格であり、実際に他人を羨むことなく自身を磨きヒカルの花の中で一番美しい花であることを矜持としている。
サフラン
5巻のメインヒロインのハンドルネーム、親しくなった人間にはサフルールと名乗る。
帝門 一朱（みかど かずあき）
帝門家の正妻の息子でヒカルの腹違いの兄。月夜子の元婚約者。表向きの顔は、激しい気性を持つ母親に逆らえない凡庸で頼りない青年。しかしその本性は陰湿で残忍。
蝉ヶ谷 空（せみがや そら）
7巻のメインヒロイン。
花里 みちる（はなさと みちる）
8巻のメインヒロイン。
帝門 藤乃（みかど ふじの）
10巻のメインヒロイン。

### その他
近江 ひいな（おうみ ひいな）
報道部の1年生。小柄で巨乳。是光や朝衣などに対して時折思わせぶりな態度や挑発的な言動を行うが、是光に情報提供などのサポートも行っている。ヒカルの死の謎を追い、是光に接触を図る。頭条と何らかの関わりがある様子。
頭条 俊吾（とうじょう しゅんご）
平安学園3年生。帝門家の右腕的存在である頭条家の跡取り息子。親族である葵のことを実妹のように思い、可愛がっている。ヒカルのことは、女癖の悪さとある理由から嫌っている。我儘で煩い姉3人に囲まれて育った為、物静かな女性を好む。自分のせいでイジメを受け、引きこもってしまった夕雨のことを心配していた。是光とは夕雨の件である程度交友があり、是光の朴念仁ぶりから、恋愛面では安全な人物だと思っている。

## ドラマCD
2012年8月30日発売『特装版"末摘花" ヒカルが地球にいたころ……(5)』に限定特典として同封された。
各話リスト
赤城是光の受難 〜なんで俺がナンパなんか！
スタッフ
- 原作・シナリオ原案・監修・スペシャルトラック脚本 - 野村美月
- 脚本 - 平林佐和子
- 音響監督 - 本山哲
- 調整 - 熊倉亨
- 効果 - 高梨絵美
- 音楽 - 水谷広実
- 録音スタジオ - デルファイサウンドスタジオ
- 音響制作 - グルーヴ
- エグゼグティプロデューサー - 垣貫真和
- プロデューサー - 兎束龍憲
- 進行 - 花崎憲士
- 製作 - ファミ通文庫編集部

## 既刊一覧

### 小説
- 野村美月（著）・竹岡美穂（イラスト）、エンターブレイン〈ファミ通文庫〉、全10巻
  - 『"葵" ヒカルが地球にいたころ……①』、2011年5月30日発売[8]、ISBN 978-4-04-727281-1
  - 『"夕顔" ヒカルが地球にいたころ……②』、2011年8月29日発売[9]、ISBN 978-4-04-727469-3
  - 『"若紫" ヒカルが地球にいたころ……③』、2011年12月26日発売[10]、ISBN 978-4-04-727719-9
  - 『"朧月夜" ヒカルが地球にいたころ……④』、2012年4月28日発売[11]、ISBN 978-4-04-727988-9
  - 『"末摘花" ヒカルが地球にいたころ……⑤』、2012年8月30日発売[12][13]、ISBN 978-4-04-728297-1 / ISBN 978-4-04-728224-7（特装版）
  - 『"朝顔" ヒカルが地球にいたころ……⑥』、2012年12月27日発売[14]、ISBN 978-4-04-728600-9
  - 『"空蟬" ヒカルが地球にいたころ……⑦』、2013年4月30日発売[15]、ISBN 978-4-04-728856-0
  - 『"花散里" ヒカルが地球にいたころ……⑧』、2013年8月30日発売[16]、ISBN 978-4-04-729091-4
  - 『"六条" ヒカルが地球にいたころ……⑨』、2013年12月26日発売[17]、ISBN 978-4-04-729319-9
  - 『"藤壺" ヒカルが地球にいたころ……⑩』、2014年4月28日発売[18]、ISBN 978-4-04-729599-5

### 漫画
- 野村美月（原作）・竹岡美穂（キャラクター原案）・CHuN (FriendlyLand)（作画）・山崎風愛（構成） 『"葵" ヒカルが地球にいたころ……』 スクウェア・エニックス〈ガンガンコミックスONLINE〉、全3巻
  1. 2012年6月22日初版発行（同日発売[19]）、ISBN 978-4-7575-3628-9
  2. 2012年12月22日初版発行（同日発売[20]）、ISBN 978-4-7575-3821-4
  3. 2013年3月22日初版発行（同日発売[21]）、ISBN 978-4-7575-3899-3